# Norges Bandyforbund
Norges Bandyforbund är ett idrottsförbund som främst och ursprungligen organiserar bandy, men numera även innebandy (sedan 1991), landhockey, indoorhockey och rinkbandy, i Norge.

## Historia
1911 hade Norges Fotballforbund startat en bandykommitté, ur vilken Norges Bandyforbud bildades den 17 oktober 1920. Det kallades ursprungligen Norges ishockeyforbund, då bandy vid denna tiden även kallades för "ishockey" i Norge, men 1929 ändrades namnet till "Norges Bandyforbund" i samband med att kanadensisk ishockey introducerades i Norge i slutet av 1920-talet. 
De nio klubbarna som deltog vid bildandet var: SB Drafn, Drammens IF, Frigg, Hasle, Kjapp-Rjukan, Mercantile, Rapp-Trondheim, IF Ready och SoFK Trygg.
Den 21 oktober 1920 valdes förbundet in i Landsforbundet och officiellt under Idrettstinget i juli 1921.

### Fotnoter
1. ↑  Tor Audun Sørensen (15 oktober 2020). ”Norges Bandyforbund 100 år den 17. oktober”. Norges Bandyforbund. https://bandyforbundet.no/forbundet/?msswb-post=norges-bandyforbund-100-ar-den-17-oktober. Läst 22 juli 2021.